# Casole Bruzio
Pour les articles homonymes, voir Casole.
Casole Bruzio, jusqu'en 2017 une commune, est une frazione de Casali del Manco de la province de Cosenza, dans la région de Calabre, en Italie.

## Administration
| Période                                  | Période | Identité | Étiquette | Qualité |
| ---------------------------------------- | ------- | -------- | --------- | ------- |
|                                          |         |          |           |         |
| Les données manquantes sont à compléter. |         |          |           |         |

### Communes limitrophes
Celico, Cosenza, Pedace, Rovito, Serra Pedace, Spezzano della Sila, Spezzano Piccolo, Trenta